# جمعية الكشافة الكويتية
جمعية الكشافة الكويتية هي المنظمة الكشفية الوطنية بالكويت. الحركة الكشفية في الكويت بدأت في عام 1935، تأسست جمعية الكشافة الكويتية في عام 1952 وأصبحت عضوا في المنظمة العالمية للحركة الكشفية في عام 1955. ولديها 6061 عضوا (اعتبارا من 2008).